# Sertularella quadridens
Sertularella quadridens är en nässeldjursart som först beskrevs av V.S. Bale 1884.  Sertularella quadridens ingår i släktet Sertularella och familjen Sertulariidae. Inga underarter finns listade i Catalogue of Life.